# Katastrofa lotu Royal Air Maroc 630
Katastrofa lotu Royal Air Maroc 630 wydarzyła się 21 sierpnia 1994 roku w paśmie gór Atlas w okolicach Agadiru. W katastrofie samolotu ATR 42-312 linii Royal Air Maroc zginęły 44 osoby (40 pasażerów i 4 członków załogi) - wszyscy na pokładzie.

## Lot i katastrofa
Feralnego dnia samolot ATR 42-312 (nr. rej. CN-CDT), odbywał lot z Agadiru do Casablanki. Samolot wystartował około godziny 18:40. Dziesięć minut później, gdy samolot znajdował się na wysokości 4800 metrów, maszyna wpadła w lot nurkowy. Kilka sekund później ATR 42 uderzył z pełną prędkością w zbocze góry. Katastrofa miała miejsce 32 kilometry na północ od Agadiru, w pobliżu wsi Douar Izounine. Spośród 44 osób na pokładzie - nikt nie przeżył katastrofy. 

## Przyczyna katastrofy
Komisja badająca przyczynę katastrofy, stwierdziła, że wyłączną winę za wypadek ponosi 32-letni kapitan Younes Khayati. Śledztwo wykazało, że Khayati tuż przed tragedią wyłączył autopilota, a następnie skierował samolot ku ziemi, doprowadzając do katastrofy.

## Powiązania
Była to największa katastrofa z udziałem samolotu ATR 42, do czasu katastrofy lotu Santa Barbara Airlines 518, do której doszło w lutym 2008 roku w Wenezueli. Zginęło wówczas 46 osób.

## Narodowości ofiar katastrofy
| Kraj              | Pasażerowie | Załoga | Razem |
| ----------------- | ----------- | ------ | ----- |
| Maroko            | 20          | 4      | 24    |
| Włochy            | 8           | -      | 8     |
| Francja           | 5           | -      | 5     |
| Holandia          | 4           | -      | 4     |
| Kuwejt            | 2           | -      | 2     |
| Stany Zjednoczone | 1           | -      | 1     |
| Razem             | 40          | 4      | 44    |

- Źródło:[4].